# Знаменське (Ірбітський міський округ)
Зна́менське (рос. Знаменское) — село у складі Ірбітського міського округу Свердловської області.
Населення — 683 особи (2010, 784 у 2002).
Національний склад населення станом на 2002 рік: росіяни — 96 %.